# Prix Kodak de la critique photographique
Le prix Kodak de la critique photographique est un prix annuel de photographie, qui a été décerné de 1976 à 2009 par la société Kodak.
Son but était de découvrir et de promouvoir le talent de jeunes photographes professionnels. 
Le lauréat recevait une dotation en numéraire de 7 600 euros devant lui permettre de poursuivre son travail dans les meilleures conditions et bénéficiait d'une forte visibilité grâce au soutien de la multinationale.

## Historique
Les candidats, photographes professionnels de nationalité française ou étranger résidant en France, âgés de moins de 39 ans au 31 décembre de l'année au titre de laquelle ils concourent, devaient présenter un travail d'auteur (10 photographies minimum) inédit n'ayant pas déjà été récompensé auparavant sur un seul et unique thème, dont le choix était libre, et être parrainés par un professionnel de l'image (photographe, directeur artistique, critique ou une agence de presse).
Un jury composé de cinq personnalités du monde de la photographie décerne le Prix Kodak et distingue éventuellement d'autres participants par des « mentions spéciales. »

## Lauréats
- 1976 : 1er Prix :Harry Gruyaert - Mentions : Patrice Beuret, Robert-Jean Chapuis, Antoine Rozés, Hervé Sellin
- 1977 : 1er Prix : John Batho - 2e Prix : Bernard Plossu - 3e Prix : Olivier Martel - 4e Prix : Yves Aubry
- 1978 : 2e Prix ex aequo : Joachim Bonnemaison, Jean Mézière, Keiichi Tahara
- 1979 : 1er Prix : Alain Willaume
- 1980 : 1er Prix : Pierre Bérenger - 2e Prix ex aequo : Tom Drahos, William Betsch, Many Souffan
- 1981 : 1er Prix : Gilles Peress - Mention : François-Xavier Bouchart
- 1982 : 2e Prix ex aequo : Dominique Bollinger, Philippe de Croix, Miguel Rio Branco
- 1983 : Prix non décerné
- 1984 : 1er Prix : Alexandre Orloff, 2e Prix ex aequo : Jane Evelyn Atwood, Jean-Louis Garnell
- 1985 : 1er Prix : Luc Choquer, Jean-Marc Tingaud
- 1986 : 1er Prix ex aequo : Françoise Huguier, Gilbert Fastenaekens
- 1987 : 1er Prix : Patrick Tosani
- 1988 : 1er Prix : Xavier Lambours - 2e Prix : Paola Salermo
- 1989 : 1er Prix : Joachim Mogarra - 2e Prix : Antoine de Givenchy
- 1990 : 1er Prix : Thierry Urbain - Mention : Thibaut Cuisset
- 1991 : 1er Prix : Gilles Tellier - 2e Prix : Laurence Chotard
- 1992 : 1er Prix : Carl de Keyser - Mention : Flor Garduño
- 1993 : 1er Prix : Sylvie Tubiana - 2e Prix : Lin Delpierre
- 1994 : 1er Prix : Dominique Delpoux
- 1995 : 1er Prix : Grégoire Cheneau
- 1996 : 1er Prix : Christophe Bourguedieu - Mentions : Yuki Onodera, Lalie Valérie Nicolas
- 1997 : 1er Prix : Isabelle Eshraghi - Mentions : Jean-Baptiste Huynh, Pascal Bastien
- 1998 : 1er Prix : Bertrand Desprez - Mention : Frédérick Carnet
- 1999 : 1er Prix : Florence Levillain - Mentions : Sophie Zénon, Thomas Dworzak
- 2000 : 1er Prix : Shanta Rao - Mentions : Jeh Song Baak, Olivia Gay
- 2001 : 1er Prix : Guillaume Herbaut - Mentions : Julien Daniel, Laurence Leblanc - Portfolio remarqué : Pascal Grimaud
- 2002 : 1er Prix : Jérômine Derigny - Mentions : Hermine Bourgadier, Stéphane Doulé - Portfolio remarqué : Alexa Brunet
- 2003 : 1er Prix : Johann Rousselot - Mentions : Diana Lui, Bruno Dieudonné - Portfolio remarqué : Arno Fabre
- 2004 : 1er Prix : Ananias Leki Dago - Mentions : Julien Daniel, Luc Arasse - Portfolio remarqué : Samuel Bollendorff
- 2005 : 1er Prix : Malik Nejmi - Mentions : Marion Poussier, Yo-Yo Gonthier, Sandrine Hermand Grisel
- 2006 : 1er Prix : Arja Hyytiäinen - Mentions : Ljubisa Danilovic- Portfolio remarqué : Claudia Imbert
- 2007 : 1er Prix : ?
- 2008 : 1er Prix : David Falco - Mentions : Kosuke Okahara
- 2009 : 1er Prix : ? - Mentions : Christophe Agou